# Rue Velbruck
La rue Velbruck ou Velbrück est une rue du centre de la ville de Liège (Belgique) située dans le sous-quartier de Féronstrée et Hors-Château.

## Odonymie
La rue rend hommage à François-Charles de Velbrück, prince-évêque de Liège du 16 février 1772 au 30 avril 1784, très apprécié par les Liégeois. Elle est percée en 1783, du vivant de Velbrück, à travers l'hôtel d'Argenteau pour faciliter l'accès des voitures devant relier la rue Hors-Château à la Douane située sur la Batte. L'hôtel d'Argenteau, hôtel particulier du XVIIIe siècle, est alors remplacé par deux hôtels particuliers reconstruits à son emplacement exact, mais de chaque côté de la rue nouvellement percée. L'hôtel du côté pair a été démoli en 1964 tandis que celui côté impair, au Féronstrée no 85, a subsisté. C'est le seul immeuble de la rue repris à l'inventaire du patrimoine immobilier culturel de la Wallonie,.

## Situation et description
Cette rue pavée relie perpendiculairement Féronstrée à la rue Hors-Château sur une distance d'environ 71 m.

## Voiries adjacentes
- Féronstrée
- Rue Hors-Château
- Rue Saint-Jean-Baptiste

### Source et lien externe
- Claude Warzée, « L’îlot Saint-Georges », sur Histoires de Liège, 24 janvier 2017 (consulté le 7 août 2023)